# Кошлауші
Кошла́уші (рос. Кошлауши, чув. Кушлавăш) — присілок у Чувашії Російської Федерації, у складі Староатайського сільського поселення Красночетайського району.
Населення — 67 осіб (2010; 80 в 2002, 161 в 1979, 247 в 1939, 261 в 1927, 193 в 1897, 144 в 1860).
Національний склад (2002):
- чуваші — 100 %

## Історія
До 1835 року селяни мали статус державних, до 1863 року — статус удільних, займались землеробством, тваринництвом. На початку 20 століття діяв вітряк. 1930 року створено колгосп «Будь готовий». До 1920 року присілок входив до складу Атаєвської волості Курмиського (у період 1835–1863 років — у складі Атаєвського удільного приказу), до 1927 року — до складу Ядринського повіту. З переходом на райони 1927 року — спочатку у складі Красночетайського, у період 1962–1965 років — у складі Шумерлинського, після чого знову переданийдо складу Красночетайського району.